# 万山镇 (庐江县)
万山镇，是中华人民共和国安徽省合肥市庐江县下辖的一个乡镇级行政单位。

## 行政区划
万山镇下辖以下地区：
万金山社区、长冲村、卅埠村、水关村、廿埠村、岳庙村、程桥村、永桥村、闸山村和长岗村。